# Mefallesim
Mefallesim (hebr. מפלסים) – kibuc położony w Samorządzie Regionu Sza’ar ha-Negew, w Dystrykcie Południowym, w Izraelu.
Leży w północno-zachodniej części pustyni Negew, w pobliżu Strefy Gazy.
Członek Ruchu Kibuców (Ha-Tenu’a ha-Kibbucit).

## Historia
Kibuc został założony w 1949 przez imigrantów z Argentyny.

## Gospodarka
Gospodarka kibucu opiera się na intensywnym rolnictwie i sadownictwie.

## Komunikacja
Na wschód od kibucu przebiega droga ekspresowa nr 34 (Jad Mordechaj-Netiwot).